# Alderbranch
Alderbranch, ou Alder Branch, est une communauté non incorporée du comté d'Anderson, au Texas de l'Est, aux États-Unis,,. En 2000, sa population s'élevait à 5 habitants.

### Source de la traduction
- (en) Cet article est partiellement ou en totalité issu de l’article de Wikipédia en anglais intitulé « Alderbranch, Texas » (voir la liste des auteurs).